# Bibliothèques européennes de théologie
BETH (fr. Bibliothèques européennes de théologie – Europejskie Biblioteki Teologiczne) – ekumeniczne stowarzyszenie założone w 1961, zarejestrowane w Nijmegen (Holandia), którego celem jest przyczynianie się do rozwoju bibliotek teologicznych w Europie oraz do współpracy między jego członkami.

## Historia
W 1957 we Frankfurcie, z okazji dziesięciolecia niemieckiego stowarzyszenia bibliotek katolickich AKThB (Arbeitsgemeinschaft Katholisch-Theologischer Bibliotheken), doszło do spotkania trzech bibliotekarzy, które zainicjowało proces powstawania stowarzyszenia, będącego poprzednikiem dzisiejszego BETH. Byli to: o. Luchesius Smits OFM Cap. z Holandii (VKSB – Vereniging voor Seminarie- en Kloosterbibliothecarissen), o. Francis Courtney SJ z Wielkiej Brytanii (ABTAPL – Association of British Theological and Philosophical Libraries) i o. Paul Mech SJ z Francji (Association des bibliothèques de sciences religieuses). W duchu odnowy i pojednania, charakterystycznym dla okresu powojennego, chcieli oni mieć współudział w rozwoju wiary chrześcijańskiej poprzez popieranie i rozwijanie wymiany pomiędzy bibliotekami teologicznymi. Wydawało się im istotne, aby podnosić kwalifikacje zawodowe bibliotekarzy kościelnych, opracowywać wspólnie międzynarodowe bibliografie i zachęcać do współpracy bibliotek w celu wypełnienia ich misji. Można by podsumować te idee słowami Johana van Wyngaerdena, który tak mówił o założycielach VKSB w Holandii: »Uważali oni swe zadanie za apostolstwo, aby nie tylko troszczyć się o konserwację cennych kolekcji książek w seminariach i klasztorach, lecz by również udostępnić je szerszej publiczności«.
Dopiero jednak 18 października 1961 we Frankfurcie, podczas kolejnego zjazdu AKThB, przedstawiciele bibliotekarzy kościelnych z Niemiec, Francji i Holandii utworzyli międzynarodowy komitet koordynacyjny stowarzyszeń katolickich bibliotek teologicznych – Comité international de coordination des associations de bibliothèques de théologie catholique. W 1970 komitet ten przekształcił się w międzynarodową radę, a z nazwy zniknął przymiotnik „katolicki” – Conseil international des associations de bibliothèques de théologie. Związane to było ze wzrostem liczby członków i przyjęciem także stowarzyszeń narodowych o charakterze ekumenicznym. W latach 1971–1986 rada należała do IFLA. Od 1961 do 1999 wydano kilka wspólnie opracowanych publikacji, które świadczą o aktywności rady, m.in.: Scripta recenter edita – aktualizowane bibliografie publikacji filozoficznych i teologicznych, wydawane w latach 1950–1973, oraz Bibliographia ad usum seminariorum – podstawowa bibliografia dla studiów teologicznych (z liturgiki, misjologii i ekumenizmu), w latach 1959–1965.
W 1999, uznając wyróżniający europejski skład stowarzyszenia oraz jego działalność, przemianowano Conseil na BETH – Bibliothèques Européennes de Théologie / European Theological Libraries / Europäische Bibliotheken für Theologie. Od tej pory BETH posiada też własną stronę internetową (www.beth.be), utrzymywaną przez uniwersytet katolicki w Leuven (Belgia).
W 2019 do BETH należało 14 stowarzyszeń narodowych (w tym z Polski) oraz kilkunastu członków nadzwyczajnych, wśród których można wymienić m.in. Bibliotekę Narodową Francji (dział Filozofia / Religia), Bibliothèque nationale et universitaire de Strasbourg czy bibliotekę Światowej Rady Kościołów w Genewie.
BETH co roku organizuje konferencje (walne zgromadzenia), korzystając z pomocy lokalnego stowarzyszenia narodowego i na bazie wyjątkowego dziedzictwa miejscowych bibliotek zaangażowanych w organizację. W Polsce na zaproszenie Federacji Bibliotek Kościelnych „Fides” odbyły się dwa spotkania: w 1998 27. Walne Zgromadzenie Conseil w Krakowie, a w 2014 43. Walne Zgromadzenie we Wrocławiu. Oficjalnymi językami BETH są angielski, francuski i niemiecki. Stowarzyszenie jest otwarte na biblioteki ze wszystkich części Europy (oraz ich języki), chociaż wymiana informacji pomiędzy członkami prowadzona jest zasadniczo po angielsku. BETH wspomaga swoich członków w tworzeniu konsorcjów, mających na celu dostęp do baz danych, oraz rozpowszechnia informacje dotyczące wystaw, sympozjów, projektów informatycznych i digitalizacji.

## Symbolika

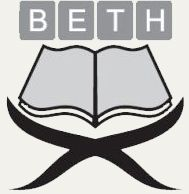
Poprzednie logo BETH

Akronim nazwy stowarzyszenia ma bogatą symbolikę. W języku hebrajskim [w pisowni francuskiej] Beth ב jest drugą literą alfabetu oraz pierwszą literą, jaką napotykamy po otwarciu Biblii, w słowie Bereszit (« Na początku »). Hebrajskie słowo beth ma zaś znaczenie « dom, mieszkanie, budynek ».
Podobnie symboliczne jest logo stowarzyszenia BETH. W 2008 węgierski grafik zaprojektował logo, które wyraża zarówno tradycję – studiowania i rozważania Biblii (lectio divina) – poprzez obraz pulpitu, jak również współczesną pracę bibliotekarza – w postaci klawiszy z klawiatury komputerowej, na których widnieje akronim nazwy stowarzyszenia.

## Lista członków zwyczajnych
- ABCF – Association des Bibliothèques Chrétiennes de France (Francja)
- ABEI – Associazione dei Bibliotecari Ecclesiastici Italiani (Włochy)
- ABIE – Asociación de Bibliotecarios de la Iglesia en España (Hiszpania)
- ABTAPL – Association of British Theological and Philosophical Libraries (Wielka Brytania i Irlandia)
- AKThB – Arbeitsgemeinschaft Katholisch-Theologischer Bibliotheken (Niemcy)
- BibRel.ch – Verein der BibliothekarInnen religionsbezogener Institutionen der Schweiz / Association des bibliothécaires du domaine religieux en Suisse (Szwajcaria)
- EKE – Egyházy Könyvtárak Egyesülése (Węgry)
- Federacja Bibliotek Kościelnych „Fides” (Polska)
- FTLA – Finnish Theological Library Association (Finlandia)
- FTRB – Forum for Teologiske og Religionsfaglige Bibliotek (Norwegia)
- URBE – Unione Romana Biblioteche Ecclesiastiche (Włochy)
- VkwB – Verband kirchlich-wissenschaftlicher Bibliotheken in der Arbeitsgemeinschaft der Archive und Bibliotheken in der evangelischen Kirche (AABevK)  (Niemcy)
- VRB – Vereiniging van Religieus-Wetenschappelijke Bibliothecarissen (część flamandzkojęzyczna Belgii)
- VTB – Vereiniging voor het Theologisch Bibliothecariaat (Holandia)